# Kunstbunker van Paasloo

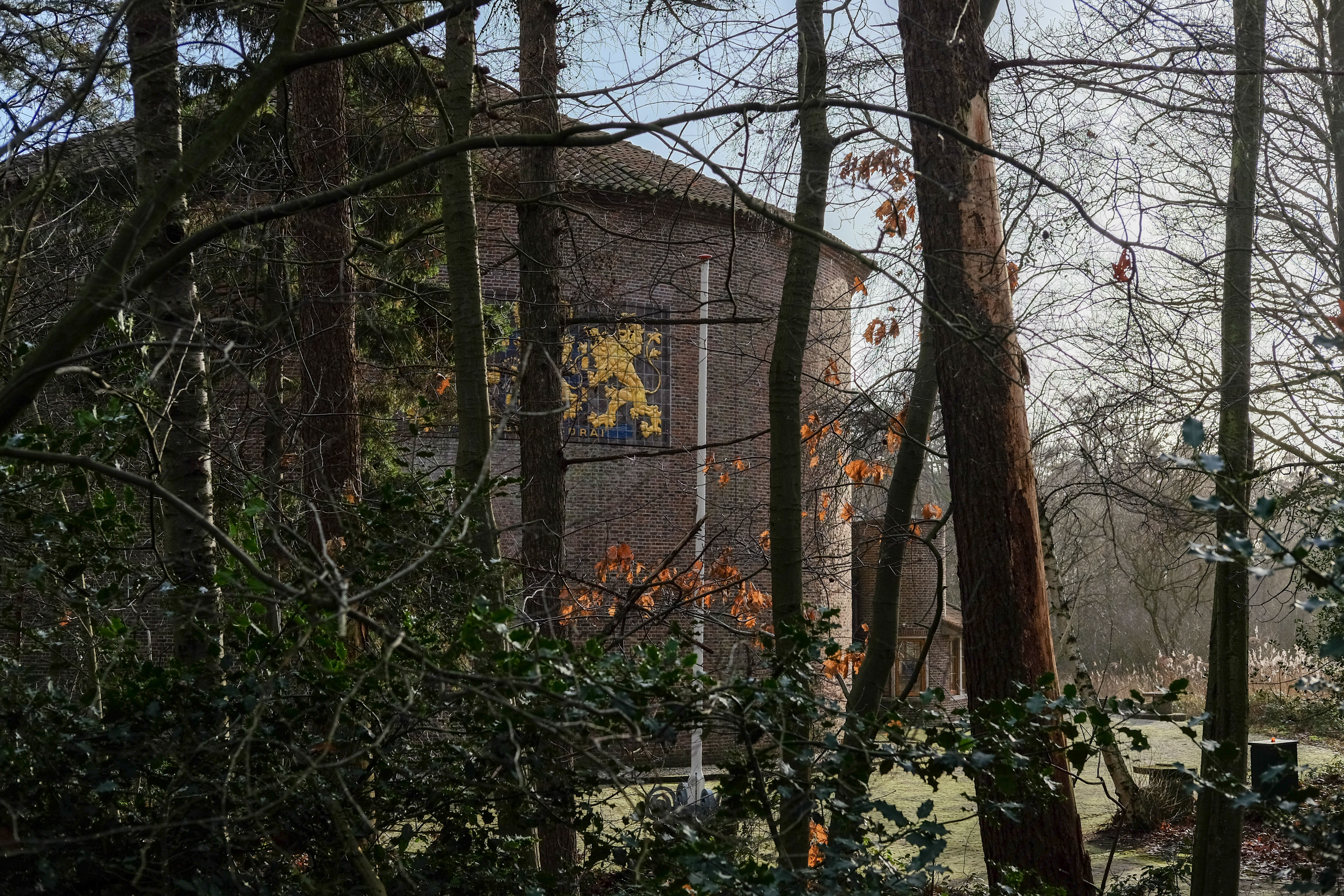
Kunstbunker van Paasloo

De kunstbunker van Paasloo is een bovengrondse bunker in de provincie Overijssel die in de Tweede Wereldoorlog gebouwd werd om Nederlandse kunstschatten veilig op te slaan.
De bunker staat in het Dennenbos in Basse aan de Paasloregel nabij Paasloo, tussen Oldemarkt en Steenwijk.

## Aanleiding en bouw
De bunker in Paasloo verving een bunker die door de gemeente Amsterdam gebouwd was in de duinen bij Castricum. Deze was in april 1940 opgeleverd maar werd eind 1941 in opdracht van de Duitse bezetter ontruimd vanwege de aanleg van de Atlantikwall. Vervolgens werd in Limburg de Kunstbunker Sint-Pietersberg aangelegd. Deze was in maart 1942 klaar, maar had onvoldoende capaciteit. Met goedkeuring van de Duitsers werd een nieuwe kunstbunker gebouwd in de staatsbossen in Basse. Op 26 mei 1942 werd met de bouw werd begonnen, maar reeds op 1 juni kondigden de Duitsers een algeheel bouwverbod af om de werkzaamheden voor de Atlantikwall voorrang te geven. De kunstbergplaats kreeg zes maanden ontheffing om het gebouw te kunnen voltooien.
De bouwplaats was met zorg gekozen. De ondergrond was stevig genoeg om het bouwwerk te kunnen dragen zonder dat een extra zware fundering behoefde te worden aangebracht. Het bos diende als camouflage. De bunker werd geheel bovengronds gebouwd en leek van bovenaf gezien wat op een kerkgebouw. De ronde vorm was gekozen opdat bij beschietingen of bombardementen projectielen zouden afketsen. De nabij gegraven vijver voor bluswater was van nut bij mogelijke bosbranden. Het bewakingsdetachement en het depotpersoneel werden ondergebracht in een gebouw dat aan de bunker was vastgebouwd.
De meeste materialen werden per schip aangevoerd en met paard en wagen en vrachtauto's naar een opslagterrein gebracht. Het laatste deel van het transport gebeurde via een smalspoor. De bouwmaterialen werden met stoomkranen op de steigers gehesen.

## Gebouw
De met baksteen beklede ronde bunker is gemaakt van gewapend beton, bekleed met baksteen en dakpannen. De buitenwand is vierenhalve meter dik; het dak van gewapend beton is tot negen meter dik aan de top. De totale hoogte bedraagt 19 meter. In het gebouw werd 20.000 ton materiaal verwerkt: 2500 ton cement, 750 ton staal en de bijbehorende hoeveelheden zand en grind.
In het voorgebouw bevonden zich de woning voor de beheerder, een wachtruimte voor de bewaking, een ruimte voor de aggregaten en een hoogspanningsruimte. Een kluisdeur gaf via een gang toegang tot het hart van de bunker: een cilindrische opslagruimte met twee halfronde betonkolommen en een trap naar de bovenverdieping. De kegelvormige betondekking heeft een zestienzijdig pannen dak van holle en bolle dakpannen. Door de grootte, de vorm en het toepassen van baksteen en dakpannen wordt het Italiaans aandoende gebouw wel aangeduid als het Pantheon van Paasloo.
De bergplaats bood onderdak aan ruim drieduizend kunstwerken. Om hoge schilderijen te kunnen bergen is de begane grond hoger dan de eerste verdieping. De ingang is bijna vier meter hoog. Twee zeventien centimeter dikke kluisdeuren met een vier meter betonnen schermwand van vier meter dikte beschermden de toegang. Omdat er in Basse nog geen elektriciteit was aangelegd, had de binnenruimte een klimaatregeling die van stroom werden voorzien door aggregaten.
Op 15 september 1942 werden onder toezicht van de conservator H.P. Baard de eerste schilderijen overgebracht, waaronder Het straatje van Johannes Vermeer. Zo'n drieduizend kunstwerken werden hier veilig opgeborgen. Ze waren afkomstig uit de collecties van het Stedelijk Museum Amsterdam, het Haags Gemeentemuseum, het Rijksmuseum Twenthe en het Koninklijk Penningkabinet.
Recht tegenover de toegangsweg is op de bunker een keramisch tegeltableau aangebracht met het Nederlandse wapen en de wapenspreuk Je maintiendrai. Het keramiek bestaat uit 271 gebakken tegeltjes.

## Depotfunctie na WO II
De bunker werd na de Tweede Wereldoorlog in staat van paraatheid gehouden in verband met de dreiging van de Koude Oorlog. Later werd tijdens de restauratie van het Huis ten Bosch de collectie in Basse opgeslagen, evenals de postzegelcollectie van het Nederlands Postmuseum. Tot 1989 diende het gebouw als tijdelijke opslag van kunstwerken. De bewaarplaats werd in 1994 verkocht aan de provincie Overijssel. Het werd heropend als depotruimte voor de Hannema-de Stuers Fundatie, het Fries Museum en het Drents Museum. Het voorgebouw wordt sinds 2019 verhuurd als woning.
Castricum · 
Heemskerk · 
Kröller-Müller · 
Mauritshuis · 
Noordwijk · 
Paasloo · 
Sint-Pietersberg · 
Zandvoort